# Parafia św. Anny w Jaktorowie
Parafia św. Anny w Jaktorowie – rzymskokatolicka parafia w dekanacie Kcynia diecezji bydgoskiej. Została utworzona przed 1288 rokiem.

## Zasięg parafii
Do parafii należą wierni z miejscowości: Borowo, Jaktorowo, Jaktorówko, Józefowo, Lipa, Lipia Góra, Nowy Dwór, Sokolec i Swoboda.